# Labudovo brdo
Labudovo brdo (en serbe cyrillique : Лабудово брдо) est un quartier de Belgrade, la capitale de la Serbie. Il est situé dans la municipalité urbaine de Rakovica. Au recensement de 2002, il comptait 11 647 habitants.
Le nom de Ladubovo brdo signifie « la colline du cygne ».

## Localisation
Labudovo brdo est situé dans la partie centrale de la municipalité de Rakovica, sur une colline qui porte le même nom. Le quartier est entouré par ceux de Rakovica au nord, Straževica à l'ouest, Petlovo brdo et Kijevo au sud. Il s'étend depuis la rue de la Libération et la Topčiderska reka à l'est jusqu'à l'Ibarska magistrala (la « route de l'Ibar ») à l'ouest.

## Caractéristiques
Le quartier de Labudovo brdo est principalement résidentiel, avec quelques activités industrielles comme celles de la société Rudnik, spécialisée dans la confection.